# Man of Action
Man of Action Entertainment (cunoscut și ca Man of Action Studios) este un colectiv de scriitori americani specializat în diverse brand-uri media, constând în: televiziune, filme, benzi desenate și animație. Studioul este cel mai bine cunoscut pentru serialele de acțiune animate, super-eroi, filme live-action și serii de benzi desenate, cum ar fi Ben 10, Generator Rex, Gormiti Nature Unleashed și Cei 6 super eroi. 
Man of Action a fost creat în 2000. Este deținut și operat de scriitorii și artiștii de benzi desenate Duncan Rouleau, Joe Casey, Joe Kelly și Steven T. Seagle.

## Filmografie

### Seriale TV
| #  | Titlu                                   | Premieră | Final   | Coproducție cu                                                                                          | Canal |
| -- | --------------------------------------- | -------- | ------- | --- | --- |
| 1  | Ben 10                                  | 2005     | 2021    | Cartoon Network Studios                                                                                 | Cartoon Network |
| 2  | Generator Rex                           | 2010     | 2013    | Cartoon Network Studios                                                                                 | Cartoon Network |
| 3  | The Avengers: Earth's Mightiest Heroes  | 2010     | 2012    | Marvel Animation Film Roman                                                                             | Disney XD |
| 4  | Gormiti Nature Unleashed                | 2012     | 2014    | Giochi Preziosi Mondo TV                                                                                | Cartoon Network |
| 5  | Ultimate Spider-Man                     | 2012     | 2017    | Marvel Animation                                                                                        | Disney XD |
| 6  | Monsuno                                 | 2012     | 2014    | Jakks Pacific Dentsu Entertainment Inc. The Topps Company Larx Entertainment FremantleMedia Enterprises | Nicktoons |
| 7  | Marvel's Avengers Assemble              | 2013     | 2019    | Marvel Animation                                                                                        | Disney XD |
| 8  | Zak Storm                               | 2016     | 2018    | Zagtoon Method Animation De Agostini Editore SAMG Animation MNC Animation                               | Discovery Family |
| 9  | Mega Man: Fully Charged                 | 2018     | 2019    | Capcom DHX Media Dentsu Entertainment USA DHX Studios Vancouver                                         | Cartoon Network (SUA) Family Chrgd (Canada)                                                                                            |
| 10 | Bakugan Battle Planet                   | 2018     | 2023    | TMS Entertainment Spin Master Entertainment Nelvana                                                     | Cartoon Network (SUA; sezoanele 1–2) Netflix (SUA; sezoanele 3–5) Teletoon (Canada; sezoanele 1–4) Cartoon Network (Canada; sezonul 5) |
| 11 | Power Players                           | 2019     | 2020    | Zagtoon France Télévisions Playmates Toys Method Animation Globosat                                     | Cartoon Network |
| 12 | Hello Neighbor: Welcome To Raven Brooks | 2022     | prezent | TinyBuild Creation Station Animasia Studio                                                              | YouTube |
| 13 | Sonic Prime                             | 2022     | 2024    | Sega of America WildBrain Studios Netflix Animation                                                     | Netflix |